# مقبرة العرب (نيساديو)
مقبرة العرب في نيساديو (بالفرنسية: Cimetière des Arabes de Nessadiou)‏ هي مقبرة تقع في حي نيساديو ببلدية بوراي في كاليدونيا الجديدة. تحتوي المقبرة على رفات العديد من جزائريي المحيط الهادئ الذين تم نفيهم  إلى كاليدونيا الجديدة بموجب القانون العام الصادر بين عامي 1864 و1897. اختيرت منطقة نيساديو لإنشاء هذه المقبرة لكبر حجم الوجود الجزائري والإسلامي فيها، وتسمى بمقبرة العرب.
أُسست المقبرة سنة 1897، على قطعة أرض قرب نهر نيساديو تبرع بها منفي جزائري يدعى ميلود بن عبد الله، وقد أقيم فيما بعد مركز ثقافي (يطلق عليه أيضًا اسم مسجد) كي يقيم فيه مسلمو المنطقة شعائر دينهم. أنشئت في عام 1969 جمعية العرب وأصدقاء العرب والتي عملت على حشد الأموال للحفاظ على المقبرة وعلاقاتها مع المجتمع العربي المحلي.